# Treći svijet (album)
Treći svijet je drugi studijski album hrvatskog rock sastava Haustor. Album je objavljen 1984. godine.

## Popis pjesama
| 1.    | »Neobičan dan«                | 3:50 |
| 2.    | »Zadnji pogled na Jeršaleim«  | 5:53 |
| 3.    | »Babilonske baklje«           | 5:00 |
| 4.    | »Patuljci u vrtu«             | 4:58 |
| 5.    | »Radnička klasa odlazi u raj« | 3:05 |
| 6.    | »Donje strane munje«          | 3:56 |
| 7.    | »Skriven iza lažnih imena«    | 5:00 |
| 8.    | »Treći svijet«                | 5:41 |
| 37:23 |                               |      |